# Ваерн, Карл Фридрих
Карл Фридрих Ваерн (швед. Carl Fredrik Waern; 15 января 1819, Гётеборг—31 октября 1899, Дальсланд) — шведский политический и государственный деятель, промышленник, писатель. Член Шведской королевской академии наук (с 1863), почётный член Королевского общества наук и литературы в Гётеборге (с 1877)

## Биография
Образование получил во Фрайбергской горной академии (1836—1838) и Горной школе в Фалуне (1839). С 1840 г. работал в компании своего отца С. Fr. Wærn в Гётеборге. Был одним из крупнейших Гётеборгских экспортеров железа и древесины во второй половине 1800-х годов и совладельцем одного из главных торговых домов Швеции.
Активно участвовал в общественной жизни. В 1863—1870 — президент городского совета Гётеборга.
С 1867 до смерти был депутатом верхней палаты парламента Швеции.
Как член сословного риксдага выступал за расширение железнодорожной сети, за эмансипацию евреев и был одним из главных сторонников конституционной реформы 1866 г.
Позже, входя в состав верхней палаты преобразованного риксдага, был представителем идей умеренного либерализма и свободной торговли.
В 1870—1874 г. был министром финансов Швеции. Ввёл золотую валюту. При нём был принят новый закон о банковской деятельности.
В 1880 г. был одним из основателей шведского исторического союза. Член Королевского общества скандинавской истории (с 1873), Королевской академии словесности, истории и древностей (с 1876), Королевской академии сельского хозяйства (с 1886).
Из его литературных работ главные:
- «Böt det hvilande representationsförslaget antagas eller ej»? (Стокгольм, 1850);
- «Om tiondetackjärnets och kammarskattens samt bruks- och bergslagsprivilegiernas upphörande» (1854);
- «1786 års riksdag. Historisk studie» (1868);
- «Om Norrbottens läns skogsförhållanden» (1874);
- «Minnesanteckning öfver Augustin Ehrensvärd» (1876);
- «Om bergverksregalet och inmutningsrätten» (1880);
- «Om handelsbalans, Kurs och utländs skultsätniug» (1887)
- «Mellanrikslagen och dess verkningar» (1895).

## Награды
- Командор I класса ордена Вазы (1863).
- Командор Большого креста ордена Полярной звезды (1873).
- почётный доктор Уппсальского университета (1877).